# O Fio da Meada
O Fio da Meada é um filme brasileiro de gênero policial e ficção científica que estreou em setembro de 2019.
Foi o primeiro longa-metragem escrito e roteirizado por Flaviano Oliveira, que também dirigiu o filme em parceria com Luk Santiago e Joel Áuves.
A trama conta a história de uma diarista carismática e interesseira que se envolve no sequestro do filho de um grande empresário, que é raptado na portaria do colégio onde estuda. Com isso, a Divisão Anti-Sequestro (DAS) da Polícia Civil é acionada para desvendar o caso.
Com suas cenas gravadas nas cidades baianas de Salvador e Simões Filho, O Fio da Meada é estrelado por Alexandre Barillari, que interpreta o engenheiro civil e empresário Álvaro Lima; Priscila Almeida, que interpreta Catarina Lima, sua esposa; Cauã Stefano, que vive o papel de Bruno Lima, filho do casal; Alana Sousa, representando a diarista Virgínia dos Santos; além do próprio autor, Flaviano Oliveira, que representa, no filme, Ivo Pertence, um delegado da polícia antissequestro.
Além de Barillari, o filme conta com outras atores da televisão brasileira, como a atriz Neusa Borges, que interpreta a mãe de santo Margareth Cerqueira, e Edmundo Félix (ex-Zorra Total / Globo), que faz o papel de um bicheiro.
Participam da produção, artistas baianos como o comediante Jorge Santana, com sua irreverente personagem Dona Concinha, que concede uma pitada de humor ao filme; o ex-deputado e delegado de polícia de Salvador, Deraldo Damasceno; o pugilista Reginaldo Holyfield; Adan Nascimento, jornalista e colunista de entretenimento; o cantor, compositor e mestre de capoeira Tonho Matéria, a ex-dançarina e apresentadora de televisão Sara Verônica e a ex-vereadora, dançarina e funkeira transexual Léo Kret.
A ideia do filme surgiu por volta de 2007, na praia de Ipanema: “A história veio do nada... O filme todo em minha cabeça! Foi só colocar no papel!”, lembra o autor.
Flaviano Oliveira declara que o longa "aborda a realidade', já que alerta para a confiabilidade de alguns funcionários, que acabam por trair a confiança concedida por seus chefes.

## Sinopse
O engenheiro civil milionário Álvaro Lima (Alexandre Barillari) e sua esposa Catharina Lima (Priscila Almeida), arquiteta, têm dois filhos. Virgínia dos Santos (Alana Souza), uma jovem muito carismática e comunicativa, porém muito ambiciosa, é contratada como diarista para trabalhar três vezes por semana na casa do casal, que é muito grande e luxuosa.
Misteriosa, a nova funcionária recebe muitos telefonemas do namorado (Caio Chagas), e não cumpre as obrigações a contento, o que gera reclamações por parte da governanta da casa, Josefa Araújo (Dolores Gomes). De repente, chega a notícia do sequestro do filho do casal, Bruno Lima (Cauã Stefano), na porta do colégio. Com isso, a polícia antissequestro, comandada pelo delegado Ivo Pertence (Flavíano Oliveira), é acionada para desvendar o caso.

## Elenco
- Alexandre Barillari interpreta Álvaro Lima: Engenheiro Civil, proprietário da empresa A.L. Engenharia e milionário. É casado com Catarina Lima, com quem tem dois filhos. Álvaro é uma pessoa tranquila e generosa, que cuida bem dos seus empreendimentos e da família;
- Flaviano Oliveira interpreta Dr. Ivo Pertence: Delegado da Divisão Anti-Sequestro (DAS) da Polícia Civil. Sua rotina é colocar ordem na cidade, sendo um profissional “linha dura”. No entanto, é infiel em seu casamento com Bruna Pertence, com quem tem uma filha;
- Neusa Borges interpreta Margareth Cerqueira: Uma mãe de santo que possui uma instituição de candomblé;
- Deraldo Damaceno interpreta Egídio Damaceno: Secretário de segurança pública;
- Reginaldo Holyfield interpreta Brutamontes: Campeão Brasileiro de Boxe;
- Tonho Matéria interpreta Mestre Tonho: É mestre de capoeira;
- Leo Kret interpreta uma dançarina de boate;